# Souimanga satiné
Leptocoma aspasia
Espèce
Le Souimanga satiné (Leptocoma aspasia) est une espèce de passereaux de la famille des Nectariniidae.

## Habitat

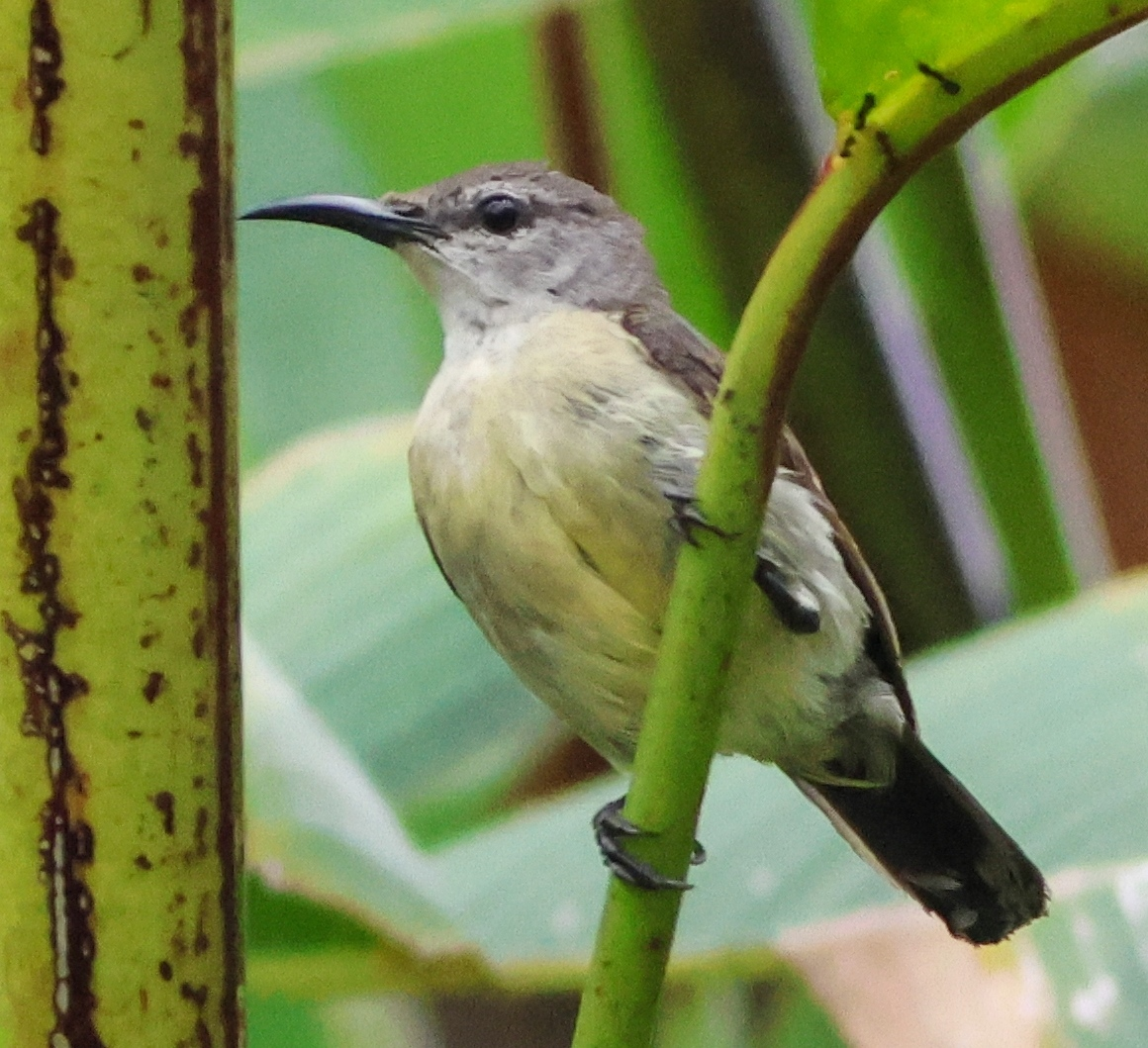
Une femelle.

Il habite les mangroves et les forêts subtropicales ou tropicales humides de plaine.

## Répartition et sous-espèces
Selon la classification de référence du Congrès ornithologique international (15.1, 2025) il se répartit en 21 sous-espèces :
- L. a. talautensis (Meyer & Wiglesworth, 1894) — îles Talaud ;
- L. a. sangirensis (Meyer, 1874) — îles Sangihe ;
- L. a. grayi (Wallace, 1865) — nord des Célèbes ;
- L. a. porphyrolaema (Wallace, 1865) — Célèbes ;
- L. a. auriceps (Gray, 1861) — îles Banggai, Moluques, Damar et Gebe ;
- L. a. auricapilla (Mees, 1965) — ;
- L. a. aspasioides (Gray, 1861) — Kayoa ;
- L. a. proserpina (Wallace, 1863) — Buru ;
- L. a. chlorolaema (Salvadori, 1874) — îles Kei ;
- L. a. mariae (Ripley, 1959) — Kofiau ;
- L. a. cochrani (Stresemann & Paludan, 1932) — Waigeo et Misool ;
- L. a. aspasia (Lesson & Garnot, 1828) — Nouvelle-Guinée ;
- L. a. maforensis (Meyer, 1874) — Numfor ;
- L. a. nigriscapularis (Salvadori, 1876) — Mios Num et Reni ;
- L. a. mysorensis (Meyer, 1874) — îles Schouten ;
- L. a. veronica (Mees, 1965) — Liki ;
- L. a. cornelia (Salvadori, 1878) — Tarawai ;
- L. a. christianae (Tristram, 1889) — îles d'Entrecasteaux, Woodlark et Louisiades ;
- L. a. caeruleogula (Mees, 1965) — Nouvelle-Bretagne ;
- L. a. corinna (Salvadori, 1878) — Nouvelle-Irlande, îles Lihir et du Duc d'York;
- L. a. eichornni (Rothschild & Hartert, 1926) — îles Feni.